# Honey Pie
〈Honey Pie〉는 비틀즈의 노래이며, 1968년에 발표한 더블 음반 《The Beatles》의 곡으로 《White Album》으로도 알려져 있다. 이 곡은 폴 매카트니가 전적으로 작곡한 곡이지만, 이 밴드의 컨벤션에 따르면 레논-매카트니가 작곡한 곡이다.

## 해석
그 노래는 영국 뮤직홀에 대한 직접적인 경의를 표한다. 이 영화는 미국에서 유명해진 〈Honey Pie〉 연기로만 불리는 한 유명 여배우와 그녀가 잉글랜드에서 그와 다시 합류하기를 바라는 그녀의 오랜 연인에 관한 것이다. 그의 연인의 귀환을 갈망하는 겸손한 추종자라는 전제는 전형적인 뮤직홀과는 다르다. 적절한 구식 소리를 내기 위해 78 rpm 기록에서 "Now she's hit the big time!(이제 그녀는 대박을 터뜨렸어!)"라는 세 번째 줄에 '크랙클'이 추가되었다.

## 녹음
1968년 10월 1일 런던 워더 스트리트에 있는 트라이던트 스튜디오에서 〈Honey Pie〉로 레코딩이 시작되었다. 리허설 시도가 여러 번 기록되고 삭제되었을 가능성이 높지만 첫날에 단 한 번의 시도만 기록되었다. 다음날 매카트니는 리드 보컬을 녹음했고 리드 기타 부분을 추가했다. 조지 해리슨에 따르면 존 레논은 기타 독주곡을 연주했다.